# 安德烈·赫鲁廖夫
安德烈·瓦西里耶维奇·赫鲁廖夫（俄语：Андрей Васильевич Хрулёв，1892年9月30日—1962年6月19日），苏联军事家，苏德战争中任苏军后勤部部长，1943年被授予大将军衔。

## 生平
安德烈·赫鲁廖夫生于圣彼得堡省雅姆伯格斯克亚县大亚历山德罗夫卡村的一个铁匠家庭。1903年在乡村小学毕业后，赫鲁廖夫到圣彼得堡的一家金店当了十多年学徒。工作之余他参加了夜校课程。1912年他参加革命活动，结识了伏罗希洛夫；因为阅读《真理报》入狱半年，随后被流放到爱沙尼亚两年。1915-1917年在奥克汀斯基火药厂工作。十月革命时为彼得格勒波罗霍夫区赤卫队司令，并担任莫吉廖夫省中央执行委员会委员。1918年3月成为布尔什维克。1918年赫鲁廖夫自愿参加了红军。在俄国内战中，他曾在第一骑兵军下属的第11骑兵师和第14骑兵师任政委，安德烈·赫鲁廖夫善于和战士沟通和鼓励战士的特点开始显露出来，并获得红旗勋章。
1924年10月到1925年8月赫鲁廖夫在工农红军高级政工人员速成班学习，之后三年担任莫斯科军区第10骑兵师政委。1928-1930年他任莫斯科军区政治部副主任，在伊耶罗尼姆·彼得罗维奇·乌博列维奇领导下工作。1930年7月起，赫鲁廖夫担任苏联工农红军事财务部长。1934-1936年担任国防人民委员部财务部长。1936年，工作出色的赫鲁廖夫牵扯进斯大林对图哈切夫斯基等人的清洗，调任国防人民委员部建筑与营房部部长。1938年6月初调任直属于苏联人民委员会的乌克兰军事建筑部任部长，负责基辅特别军区的军事筑垒工作，他再次出色完成了任务，到年底基辅军区的筑垒工作已从原来位居各军区的后进跃居到首位。1939年1月，出任直属于苏联人民委员会的总军事建筑部任部长。
1939年9月成立了隶属于国防人民委员的供给部，赫鲁廖夫回到中央，担任供给部主任。不久的苏芬战争暴露了苏军在后勤方面的诸多缺陷，促使供给部最终改组成军需部，赫鲁廖夫任军需部部长，授军需勤务中将衔。这段时间，赫鲁廖夫利用有限的时间提高了苏军的后勤保障情况。1941年6月苏德战争爆发后，赫鲁廖夫出任副国防人民委员兼工农红军后勤部长。为了更好的组织后方的物资运往前线，1942年3月25日—1943年他还兼任交通人民委员，接替了卡冈诺维奇。1943年6月获大将军衔。战争期间，对发展和完善作战部队的后勤保障做出了重大贡献，善于统一和集中使用后方力量及各种运输手段，对陆海军提供不间断的物质技术保障。
战后，1946年至1951年赫鲁廖夫任苏联武装力量部副部长兼武装力量部后勤部长。1951—1953年，他担任苏联建筑材料工业部副部长。1953年-1956年任苏联道路运输和公路部部长。1958年4月起任苏联国防部总监组军事顾问监察员，兼任苏联老战士委员会副主席。1962年6月赫鲁廖夫去世后，以赫鲁晓夫为首的苏共政治局原计划将其安葬于新圣女公墓，但在军方多位将领坚持下，赫鲁廖夫被葬于克里姆林宫墙下。 
苏联第二届最高苏维埃代表。获列宁勋章2枚，红旗勋章4枚，一级苏沃洛夫勋章2枚，奖章及外国勋章多枚。

## 纪念
- 位于雅罗斯拉夫尔的军事金融经济学院在1964-1999和2003-2007年间以赫鲁廖夫命名。
- 位于圣彼得堡的后勤军事学院以赫鲁廖夫命名。
- 2004年7月10日俄罗斯联邦创立了表彰后勤人员的赫鲁廖夫大将勋章。